# بيتينهو
بيتينهو (بالبرتغالية: Alberto Coelho‏) (21 يوليو 1993 في البرتغال - ) هو لاعب كرة قدم برتغالي في مركز الهجوم. شارك مع منتخب البرتغال تحت 16 سنة لكرة القدم ومنتخب البرتغال تحت 17 سنة لكرة القدم ومنتخب البرتغال تحت 19 سنة لكرة القدم ومنتخب البرتغال تحت 20 سنة لكرة القدم ومنتخب البرتغال تحت 21 سنة لكرة القدم. أما مع النوادي، فقد لعب مع سبورتينغ لشبونة ب وسبورتينغ لشبونة ونادي برينتفورد ونادي بيلينينسش ونادي فيتوريا سيتوبال.

## وصلات خارجية
- بيتينهو على موقع إي إس بي إن إف سي (الإنجليزية)
- بيتينهو على موقع قاعدة بيانات كرة القدم.إي يو (الإنجليزية)
- بيتينهو على موقع Soccerbase.com (لاعب) (الإنجليزية)
- بيتينهو على موقع Soccerway.com (الإنجليزية)
- بيتينهو على موقع AS.com (الإسبانية)